# Cricotopus guttatus
Cricotopus guttatus är en tvåvingeart som beskrevs av Hirvenoja 1973. Cricotopus guttatus ingår i släktet Cricotopus och familjen fjädermyggor. Inga underarter finns listade i Catalogue of Life.